# Лукин, Михаил Дмитриевич
Михаи́л Дми́триевич Луки́н (род. 10 октября 1971, Москва) — американский и российский учёный в области теоретической и экспериментальной физики, профессор физики Гарвардского университета. Входит в список самых высокоцитируемых учёных мира, индекс Хирша — 125. 

## Профессиональный путь
В 1988 поступил в МФТИ на факультет физической и квантовой электроники, базовой кафедрой выбрал кафедру твердотельной электроники под руководством Ю. В. Гуляева.
Научную работу начинал под руководством В. И. Манько, А. Ф. Попкова, И. А. Игнатьева. После 4-го курса был командирован на 9 месяцев в США. По возвращении досрочно защитил дипломную работу и с отличием окончил институт (1993). Был приглашён к профессору М. Скалли, в 1998 году защитил диссертацию. С 2001 года работает в Гарвардском университете, спустя три года стал его профессором.
В 2011 году по инициативе М. Лукина был открыт Российский квантовый центр.

## Научные достижения

### Остановка света
Вместе с группой учёных поставил эксперимент, в рамках которого импульс света в среде замедлялся до нуля, что было освещено в СМИ как полная остановка света.

### Фотонные молекулы
Экспериментально продемонстрировал возможность существования фотонных молекул и временных кристаллов, существование которых до этого было обосновано лишь теоретически.

### Квантовый компьютер
Группа Лукина реализует квантовый компьютер на «холодных атомах», помещённых в оптические ловушки, созданные лазерами. По состоянию на 2017 год создал один из самых мощных квантовых компьютеров.